# Ігенсдорф
Ігенсдорф (нім. Igensdorf) — громада в Німеччині, розташована в землі Баварія. Підпорядковується адміністративному округу Верхня Франконія. Входить до складу району Форхгайм.
Площа — 28,85 км2. Населення становить 5083 ос. (станом на 31 грудня 2020).